# Kassites
Cet article possède un paronyme, voir CASIT.
Les Kassites, ou Cassites, sont un peuple de l'Orient ancien, originaire selon toute vraisemblance des montagnes du Zagros.

## Histoire
Les Kassites apparaissent dans les sources babyloniennes au cours du XVIIIe siècle av. J.-C., menaçant les souverains de la Première Dynastie de Babylone par leurs raids. Après la prise de Babylone par les Hittites en 1595 av. J.-C., un de leurs souverains y prend le pouvoir et fonde la plus longue dynastie ayant régné dans cette cité, qui durera jusqu'à la prise de Babylone par les Élamites en 1155 av. J.-C. Avec les souverains kassites, Babylone asseoit définitivement sa domination sur le sud de la Mésopotamie, qu'on nomme alors Karduniash (« pays des Kassites »). Les plus connus des rois kassites sont Burna-Buriash Ier, qui s'empare de la ville d'Isin et instaure la domination kassite sur Sumer dans le courant du XVe siècle av. J.-C., Kurigalzu (Ier ou II), qui fonde la ville de Dûr-Kurigalzu (Aqar Quf), Kadashman-Enlil Ier et son fils Burna-Buriash II, connus par leur correspondance avec les pharaons égyptiens au milieu du XIVe siècle av. J.-C., et Kaštiliaš IV qui menace sérieusement l'Assyrie vers la fin du XIIIe siècle av. J.-C.
Les Kassites constituent encore une ethnie importante au Ier millénaire avant notre ère, et ils sont occasionnellement les adversaires des puissants Assyriens. Peut-être faut-il voir dans les « Kassoi » que rencontrent les Grecs dans le Zagros à l'époque hellénistique, certains de leurs descendants.

### Fin de l'âge du bronze
La patrie d'origine des Kassites n'est pas établie avec certitude. Mais elle semble avoir été située dans les montagnes du Zagros, dans ce qui est aujourd'hui la province du Lorestan en Iran. Cependant, les Kassites, comme les Elamites, les Gutis et les Mannéens qui les ont précédés, n'avaient aucun lien linguistique avec les peuples de langue persanophe qui ont dominé la région un millénaire plus tard.

## Culture

Babylone, à l'époque de la dynastie des Kassites, XIIIe siècle av. J.-C.

Parce qu'elle a vite été assimilée par la culture mésopotamienne, du fait du faible nombre de ses représentants arrivés au pouvoir, la culture kassite est encore très mal connue. On sait que les Kassites étaient organisés en tribus, les « maisons », se revendiquant descendantes d'un ancêtre commun. La langue kassite est connue seulement par quelques termes techniques, notamment dans l'art équestre, pour lequel les Kassites étaient réputés, ainsi que par quelques titres de dignitaires de la cour royale kassite, essentiellement des fonctions militaires. Le plus grand dieu kassite, protecteur de la dynastie, était Shuqamuna, qui avait pour parèdre Shimaliya. D'autres dieux kassites se nommaient Buriash, Harbe, et comptaient également des divinités d'origine indo-aryenne comme Maruttash (Marut en sanscrit védique) et Shuriyas.